# Заря (Ачитский муниципальный округ)
Заря — посёлок в Ачитском городском округе Свердловской области. Управляется Заринским сельским советом.

## География
Посёлок Заря располагается на левом берегу реки Ачит, в 5 километрах к юго-востоку от посёлка городского типа Ачита.

### Часовой пояс
Заря, как и вся Свердловская область, находится в часовой зоне МСК+2. Смещение применяемого времени относительно UTC составляет +5:00.

## Население
| 2002 | 2010 | 2021 |
| ---- | ---- | ---- |
| 802  | ↘738 | ↘666 |

## Инфраструктура
В посёлке Заря шесть улиц: Береговая, Дружбы, Мира, Молодёжная, Победы и Советская; два переулка: Мира и Советский.